# 弗雷万卡佩勒
弗雷万卡佩勒（法語：Frévin-Capelle，法語發音：[fʁevɛ̃ kapɛl]）是法国上法蘭西大區加来海峡省的一个市镇，属于阿拉斯区。

## 地理
弗雷万卡佩勒（50°21'2"N, 2°38'4"E）面积3.59 平方千米，位于法国上法蘭西大區加来海峡省，该省份为法国北部沿海省份，西北濒北海，南至索姆省，东临北部省。
与弗雷万卡佩勒接壤的市镇（或旧市镇、城区）包括：康布兰拉贝、阿克、卡佩勒费尔蒙、上阿韦讷。
弗雷万卡佩勒的时区为UTC+01:00、UTC+02:00（夏令时）。

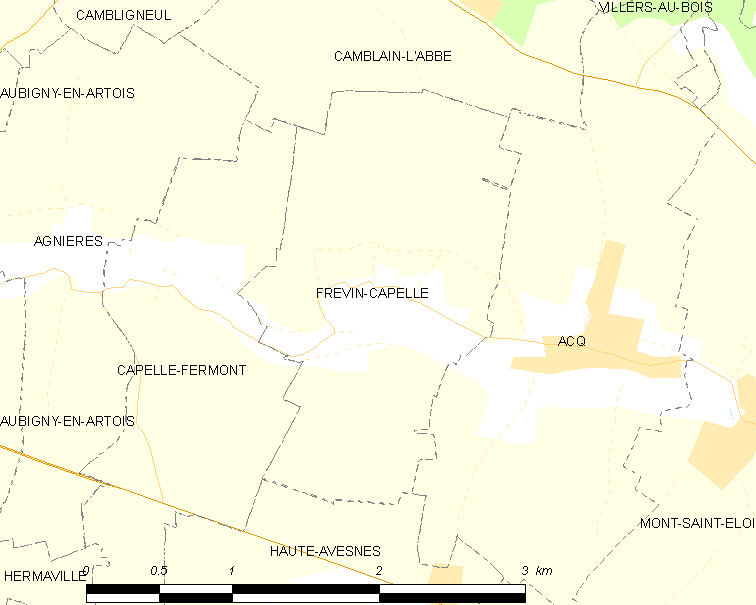
弗雷万卡佩勒的OSM定位图

## 行政
弗雷万卡佩勒的邮政编码为62690，INSEE市镇编码为62363。

## 政治
弗雷万卡佩勒所属的省级选区为阿韦讷勒孔特县。

## 人口

1962-2008年间弗雷万卡佩勒人口变化图示

弗雷万卡佩勒于2022年1月1日时的人口数量为393人。